# Soudé
Soudé és un municipi francès, situat al departament del Marne i a la regió del Gran Est. L'any 2007 tenia 155 habitants.

## Demografia

### Població
El 2007 la població de fet de Soudé era de 155 persones. Hi havia 68 famílies, de les quals 20 eren unipersonals (8 homes vivint sols i 12 dones vivint soles), 28 parelles sense fills i 20 parelles amb fills.
La població ha evolucionat segons el següent gràfic:
Habitants censats

### Habitatges
El 2007 hi havia 80 habitatges, 71 eren l'habitatge principal de la família, 1 era una segona residència i 7 estaven desocupats. 72 eren cases i 8 eren apartaments. Dels 71 habitatges principals, 46 estaven ocupats pels seus propietaris, 21 estaven llogats i ocupats pels llogaters i 4 estaven cedits a títol gratuït; 1 tenia dues cambres, 10 en tenien tres, 26 en tenien quatre i 34 en tenien cinc o més. 64 habitatges disposaven pel capbaix d'una plaça de pàrquing. A 38 habitatges hi havia un automòbil i a 27 n'hi havia dos o més.

### Piràmide de població
La piràmide de població per edats i sexe el 2009 era:
| Homes | Edats   | Dones |
| ----- | ------- | ----- |
| 4     | 95 o +  | 0     |
| 0     | 90 a 94 | 0     |
| 0     | 85 a 89 | 0     |
| 0     | 80 a 84 | 0     |
| 0     | 75 a 79 | 8     |
| 4     | 70 a 74 | 8     |
| 12    | 65 a 69 | 0     |
| 4     | 60 a 64 | 16    |
| 8     | 55 a 59 | 0     |
| 8     | 50 a 54 | 4     |
| 0     | 45 a 49 | 4     |
| 4     | 40 a 44 | 4     |
| 4     | 35 a 39 | 8     |
| 4     | 30 a 34 | 4     |
| 0     | 25 a 29 | 0     |
| 4     | 20 a 24 | 0     |
| 0     | 15 a 19 | 0     |
| 0     | 10 a 14 | 4     |
| 8     | 5 a 9   | 16    |
| 4     | 0 a 4   | 0     |

## Economia
El 2007 la població en edat de treballar era de 88 persones, 72 eren actives i 16 eren inactives. De les 72 persones actives 71 estaven ocupades (41 homes i 30 dones) i 1 aturada (1 dona i 1 dona). De les 16 persones inactives 6 estaven jubilades, 3 estaven estudiant i 7 estaven classificades com a «altres inactius».

### Ingressos
El 2009 a Soudé hi havia 73 unitats fiscals que integraven 168,5 persones, la mediana anual d'ingressos fiscals per persona era de 22.988 €.

### Activitats econòmiques
Dels 5 establiments que hi havia el 2007, 3 eren d'empreses d'hostatgeria i restauració i 2 d'empreses de serveis.
Els 3 serveis als particulars que hi havia el 2009 eren restaurants.
L'any 2000 a Soudé hi havia 21 explotacions agrícoles que ocupaven un total de 2.736 hectàrees.

## Poblacions més properes
El següent diagrama mostra les poblacions més properes.